# Marco de Castillos
El Marco de Castillos es un bloque de mármol que sirvió como antigua marca fronteriza para señalizar los límites entre el Imperio de España y Portugal, según lo dispuesto en el Tratado de Madrid (1750).

## Historia
Los problemas con los límites ocasionaron una serie de enfrentamientos entre España y Portugal que buscaron una solución a través del Tratado de Madrid en 1750, que anula el de Tordesillas. Según el nuevo tratado, Portugal debía ceder Colonia a los españoles y estos las Misiones a los portugueses, por esta razón al convenio también se le llamó  "de Permuta".
Luego de firmado el Tratado de Madrid o de Permuta, se marcaron los límites y en 1752 se instalan tres marcos   para delimitar el territorio; el primero en Castillos Grande, Marco de Castillos; el segundo, Marco de India Muerta y el tercero en la Sierra Carapé (actual departamento de Lavalleja), llamado Marco de los Reyes.
El 30 de septiembre de 1752 se realizaron los trabajos de demarcación en un paraje próximo al morro de Castillos, asentando campamentos exploratorios en la zona. El 5 de octubre de 1752 llegaron las piedras de marco a la playa de Castillos Grandes. Se habían embarcado en Río Grande en una falúa y por la laguna Merín llegaron al arroyo de San Miguel, que está próximo a la fortaleza del mismo nombre. Desde este sitio se trasladó en carros hasta la playa de Castillos.
El General portugués y los demás oficiales determinaron el lugar para colocar el marco y se acordó que sería en el morro de Castillos grande y el arroyo junto al mar. En las piedras se abrió a cincel un cuadrado que sería la base del marco. Se determinó, además, que las armas de Portugal quedaran mirando hacia el norte, y las de España hacia el sur.
En 1761, el Tratado de Madrid es anulado y  el Gobernador Ceballos manda destruir los tres marcos para que no queden señales del tratado. Actualmente, en Valizas, en la falda del cerro de la Buenavista, puede observarse entre las piedras, el cuadrado que servía de base al marco. Además, en el lugar  el Gobierno de Rocha colocó una réplica simplificada para señalar el lugar con fines turísticos. El marco, muy deteriorado se exhibe actualmente en la Fortaleza de Santa Teresa.